# Störmthaler See

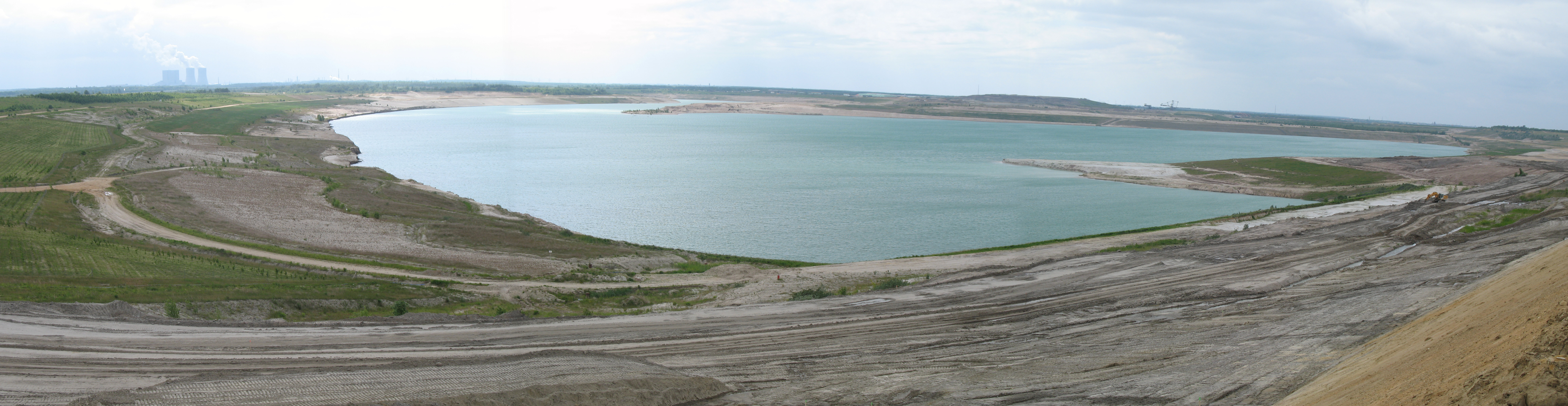
Störmthaler See Anfang Juni 2006

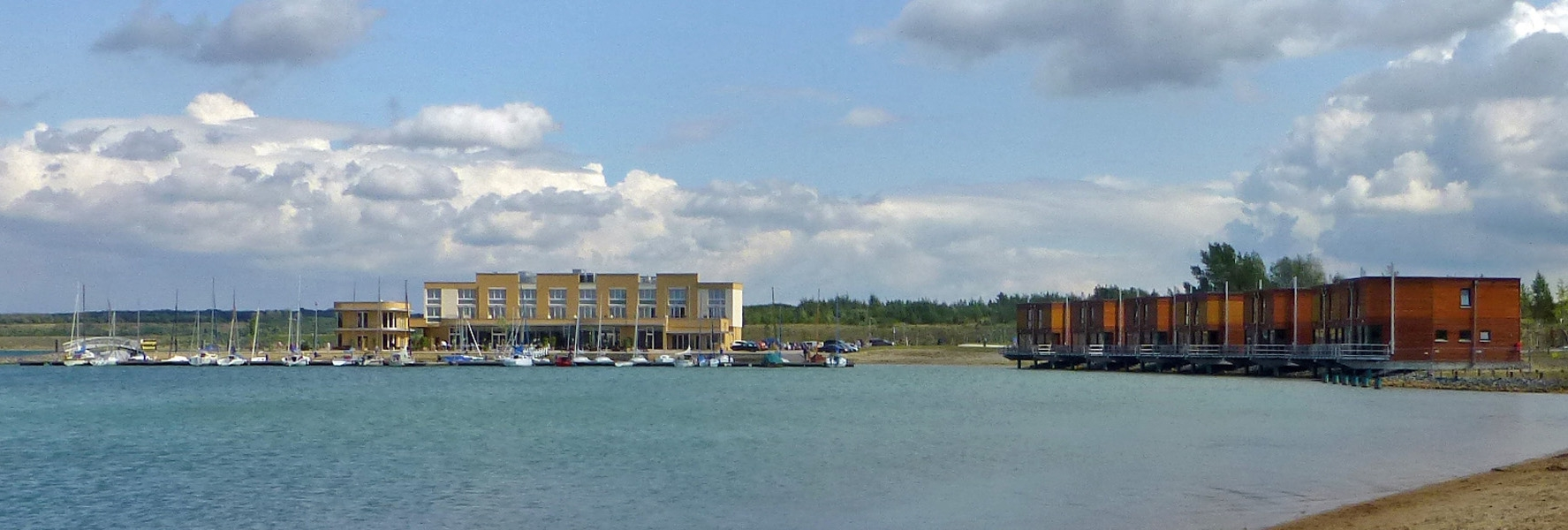
Ferienanlage Lagovida 2014

Der Störmthaler See ist ein südlich von Leipzig gelegener künstlicher See und war ein Tagebaurestloch. Er entstand durch die Flutung des Südostteils des ehemaligen Braunkohletagebaus Espenhain. Direkt benachbart ist der Markkleeberger See, er wird nur durch die Autobahn 38 getrennt.

## Flutung
Seit dem 1. Januar 2001 füllte sich der See auf natürliche Weise, jedoch war der kontrollierte Flutungsbeginn erst am 13. September 2003. Im März 2004 war nach Angaben der Lausitzer und Mitteldeutschen Bergbau-Verwaltungsgesellschaft (LMBV) ein Wasserstand von 89 m ü. NHN (19 %) und im Oktober 2010 ein Wasserstand von 114 m ü. NHN erreicht. Mitte September 2012 fehlten noch 40 Zentimeter bis zum endgültigen Wasserstand von 117 m ü. NHN. Durch einen Dammbruch bei Oelzschau am 3. Juni 2013 floss die Hochwasser führende Gösel im Alten Bett in den Störmthaler See. Bis zum 8. Juni 2013 flossen bis zu 3 m³/s Wasser in den See und ließen diesen über den geplanten Endwasserstand hinaus ansteigen. Der Wasserstand konnte über die neue Kanuparkschleuse wieder normalisiert werden.
Zur Flutung wurde Sümpfungswasser aus den aktiven Tagebauen Profen und Vereinigtes Schleenhain verwendet. Ohne dieses Fremdwasser wäre der Endwasserspiegel nach den Prognosen der Experten erst im Jahr 2075 erreicht worden.
Am 27. April 2014 wurden ausgewiesene Bereiche des Sees als Badegewässer freigegeben.

## Leipziger Neuseenland
Südlich von Leipzig entsteht als Bergbaufolgelandschaft seit einigen Jahren das Leipziger Neuseenland. Es gibt Planungen, die Seen über Flüsse und Kanäle miteinander zu verbinden.

### Störmthaler Kanal
Seit Mai 2013 besteht eine Verbindung des Markkleeberger mit dem Störmthaler See. Hier wurde für die Schifffahrt eine Schleuse gebaut, da der Störmthaler See einen vier Meter höheren Wasserstand hat. Der Kanal besitzt eine Brücke mit einer Durchfahrtshöhe von 9,4 Metern, sodass auch mittelgroße Segelboote durchfahren können. Der Störmthaler See darf durch private Boote ohne Sondergenehmigung jedoch noch nicht befahren werden.
Im März 2021 wurden an den Böschungen des Störmthaler Kanals und der Kanuparkschleuse durch Gutachter Schäden und Risse festgestellt. Als Sofortmaßnahme wurden Querbauwerke in den Kanal gebaut, wodurch er unpassierbar ist. In dem betroffenen Bereich hat der Kippenboden eine Mächtigkeit von rund 55 Metern. Per Allgemeinverfügung untersagte der Landkreis Leipzig außerdem jegliche Nutzung der beiden Seen. Zum 12. Juni 2021 wurde diese wieder aufgehoben. 2025 wurden weitere Maßnahmen zur Gefahrenabwehr umgesetzt, darunter eine Verlegung der Leitung, die das überschüssige Wasser aus dem Störmthaler in den Markkleeberger See ableitet, und eine Wege- und Geländeerhöhung. Bis zum 1. Halbjahr 2026 sollen die Ergebnisse einer Machbarkeitsstudie für eine Sanierung zur Wiederherstellung der Schiffbarkeit des Kanals und der Schleuse vorliegen.

## Einrichtungen
- Kunstinstallation Vineta – eine schwimmende Insel im See, die an die Kirche des überbaggerten Ortes Magdeborn erinnern soll.
- Der Schmetterling ist eine Anpflanzung am Südufer des Sees, die je nach Vegetationsperioden der verschiedenen Pflanzen die Farben wechseln soll.[9]
- Seit 2010 findet das vorher am Stausee Hohenfelden bei Erfurt beheimatete Highfield-Festival auf der Magdeborner Halbinsel statt.[10]
- Im Juni 2014 wurde am Südufer die Ferienanlage Lagovida mit Hotel, Sportboothafen, Ferienhäusern und Wohnmobilstellplatz eröffnet. Den Dünenhäusern wird eine gewisse Verwandtschaft mit Hobbingen nachgesagt.
- Bergbau-Technik-Park am Nordwestufer
- Geologischer Zeitpfad mit 15 Stelen
- Schleuse und Kanalverbindung zum Markkleeberger See (Eröffnung am 18. Mai 2013)
- Auf dem See werden Touren mit einem in Deutschland einzigartigen Amphibienfahrzeug angeboten.[11]
- Seit Dezember 2021 liegt das Saunaboot „SPABoot“ im Hafen, das exklusiv gechartert werden kann.[12]
- Göhrener Insel, die als Vorranggebiet für Natur und Landschaft ausgewiesen ist.[13]
- Am Westufer des Sees wird der Johann-Sebastian-Bach-Wald angepflanzt.

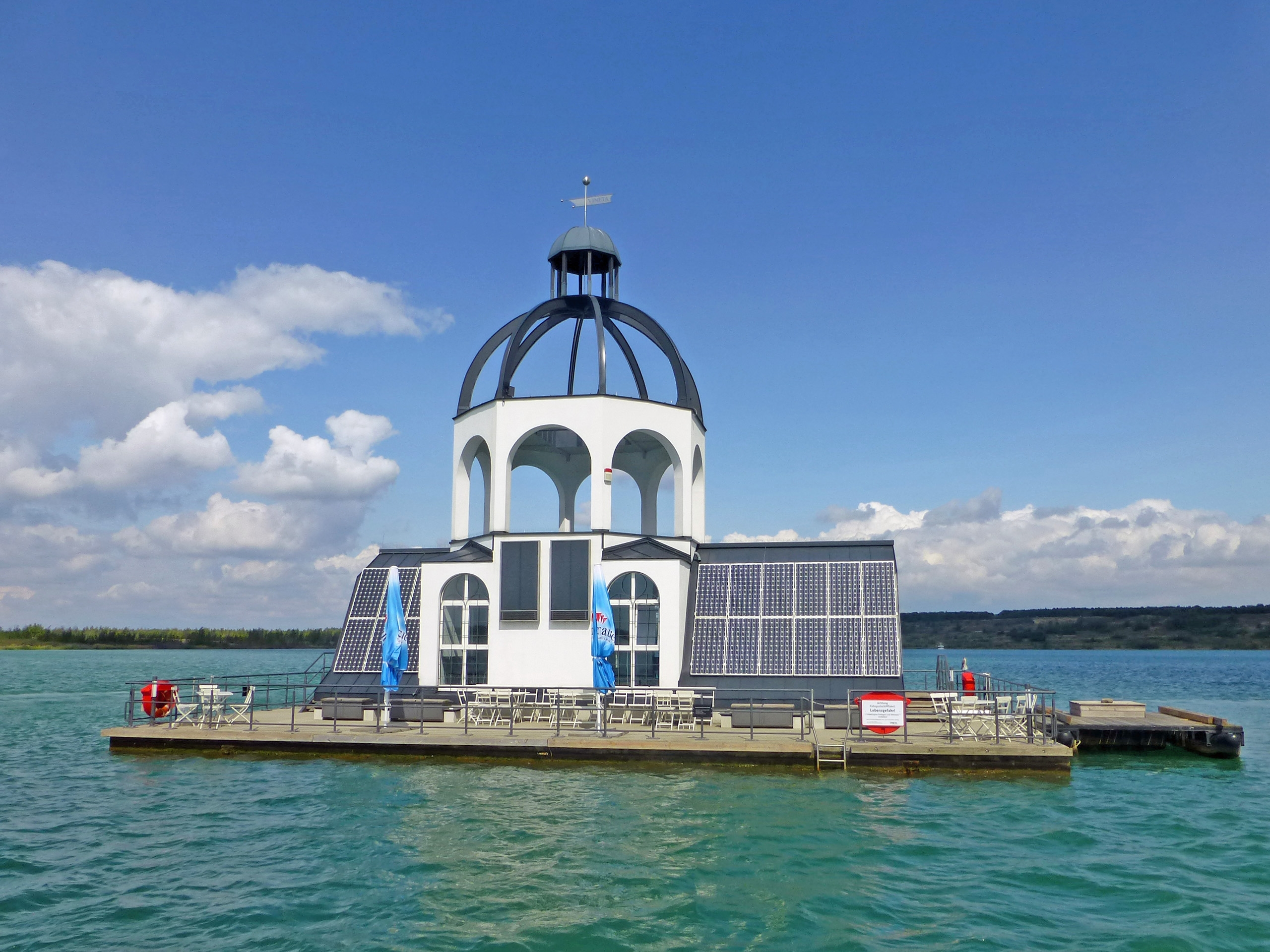
Vineta
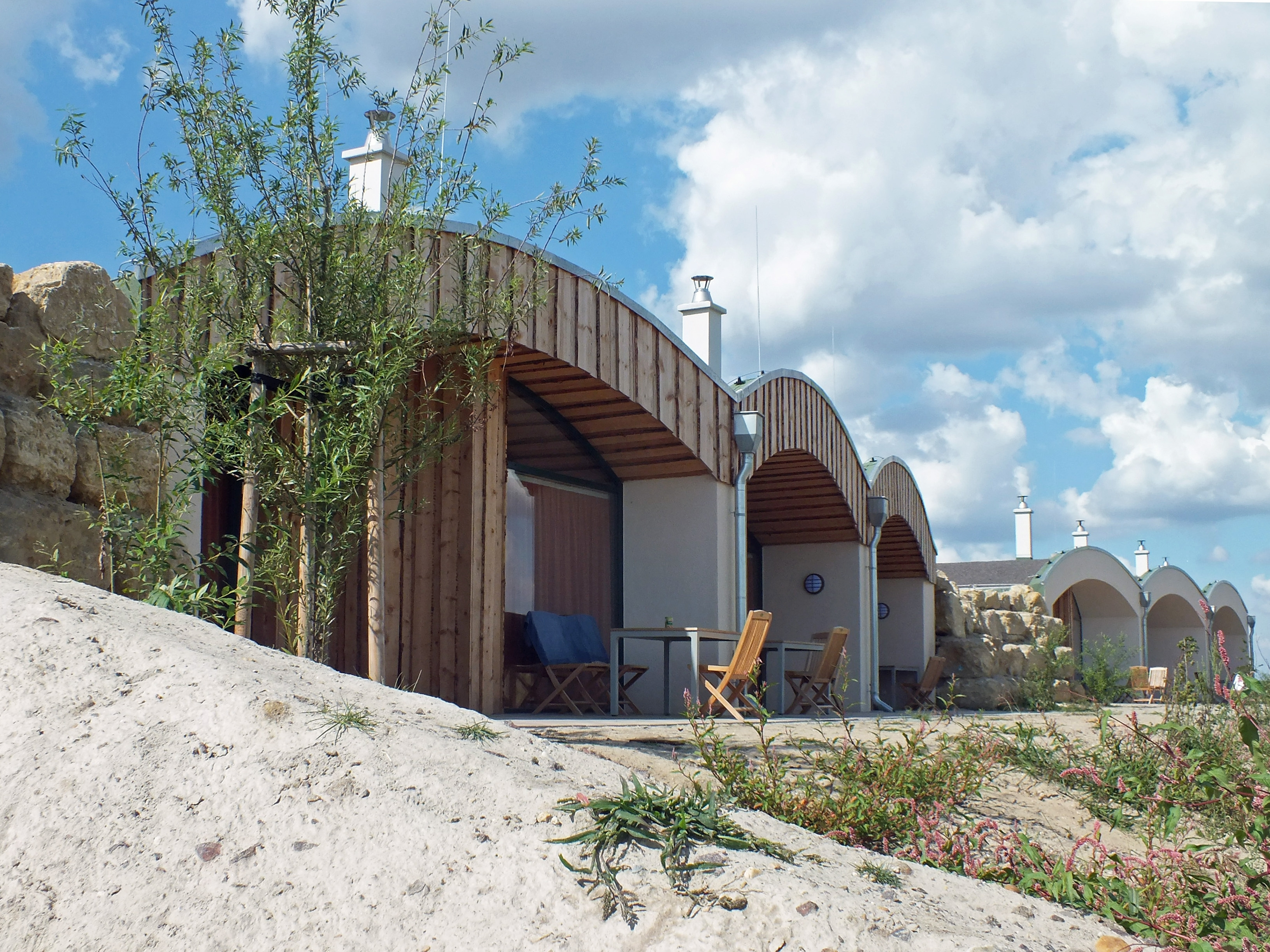
Dünenhäuser von Lagovida
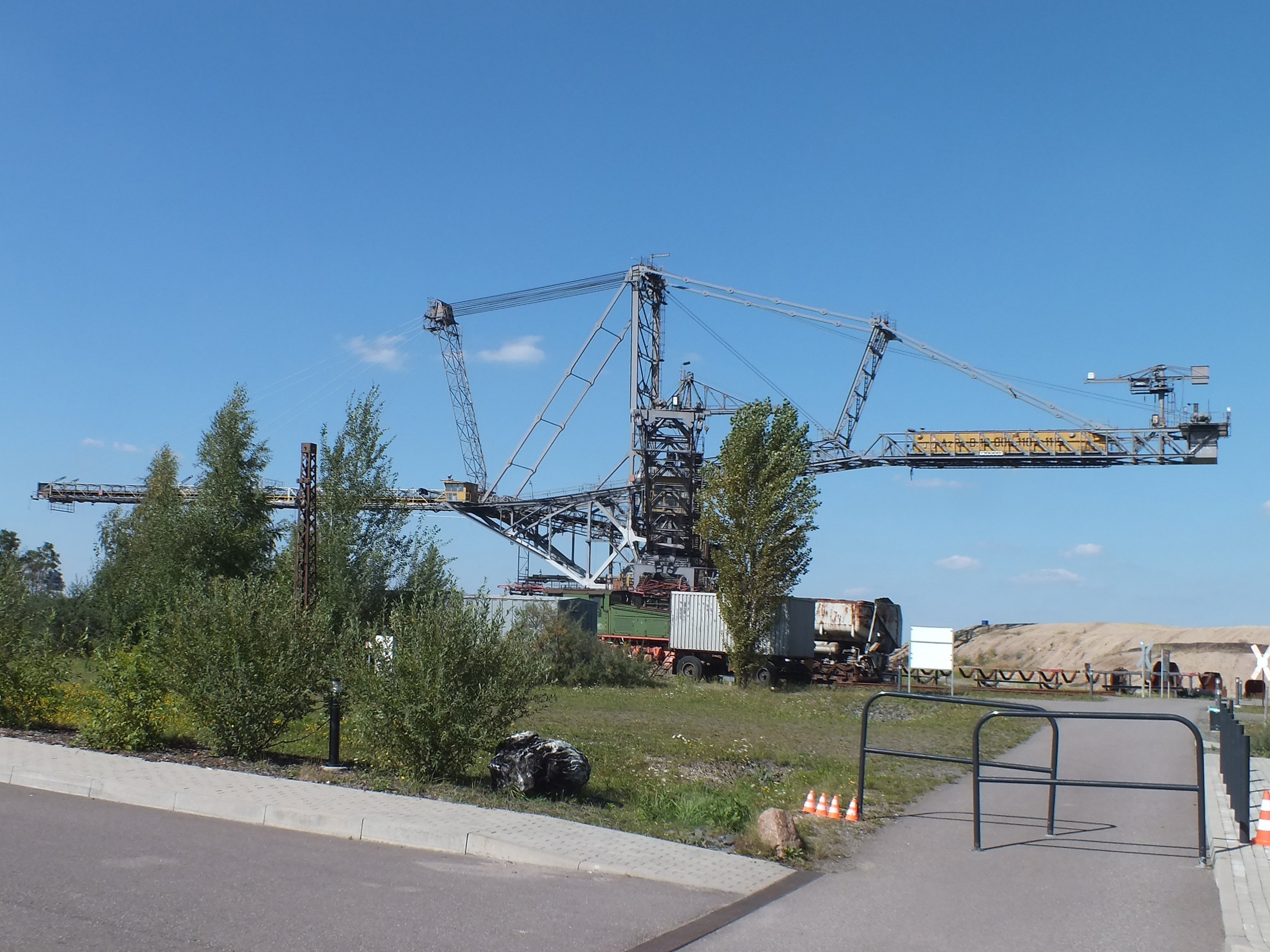
Bergbau-Technik-Park
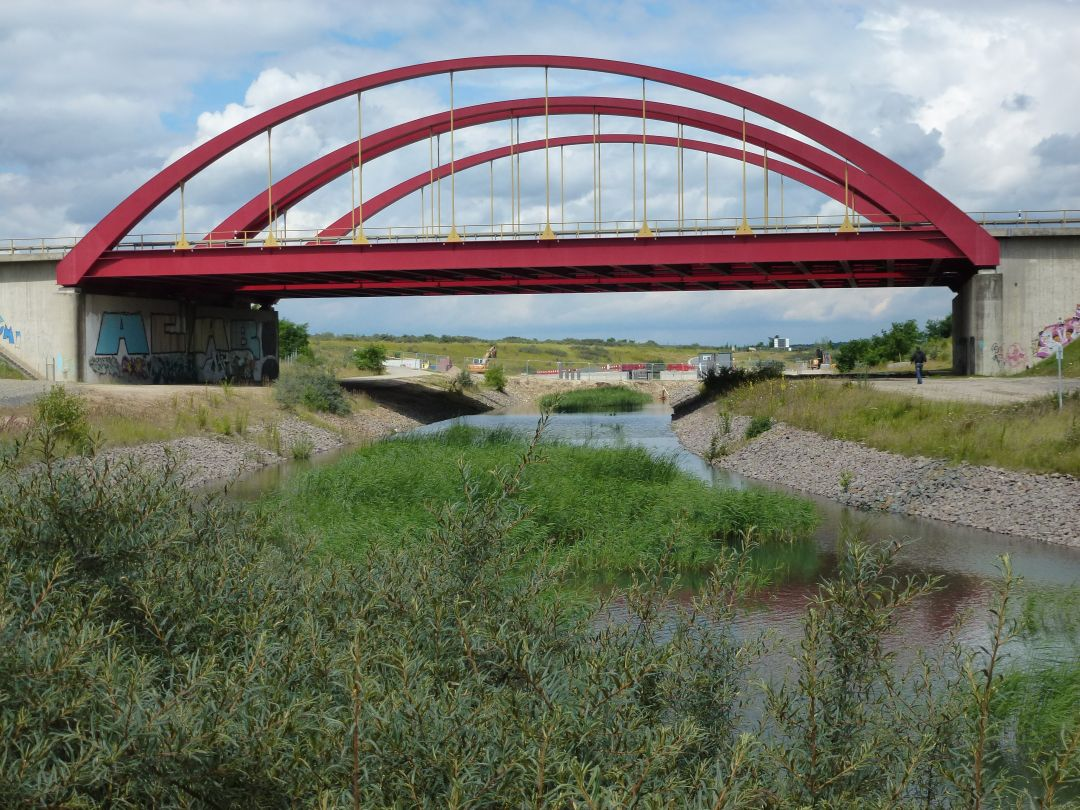
Kanal zwischen Störmthaler und Markkleeberger See
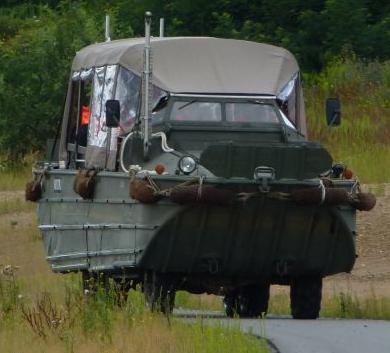
Amphibienfahrzeug am Störmthaler See
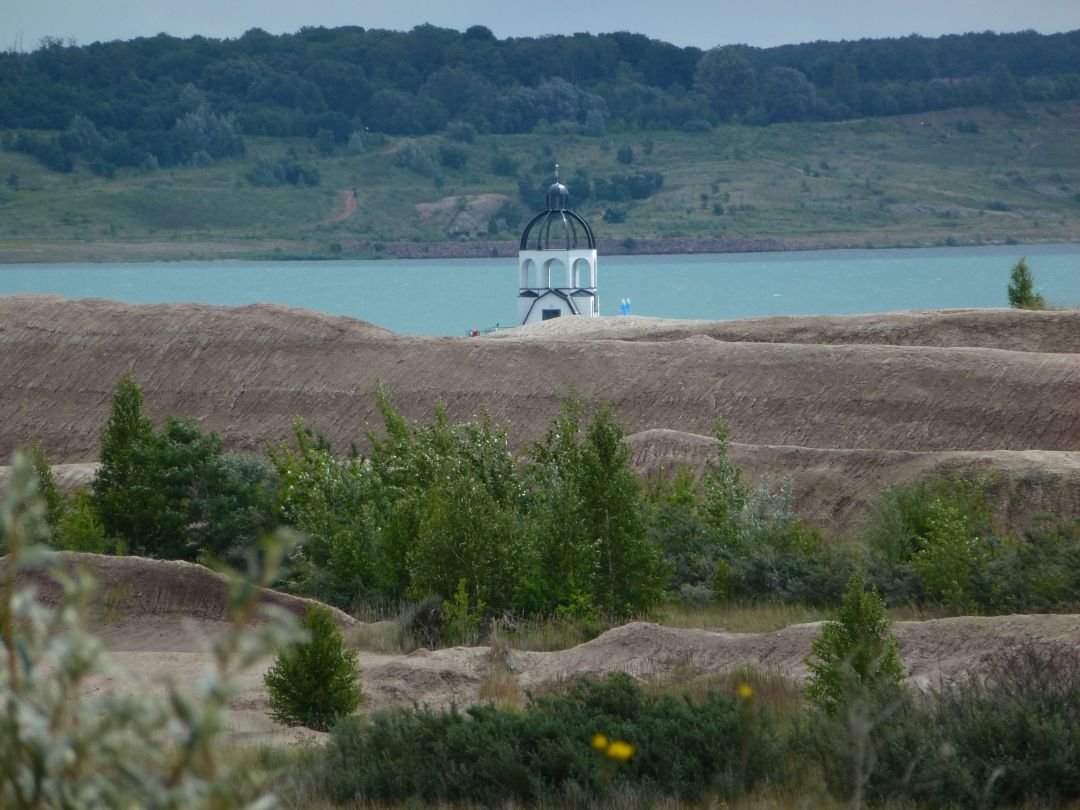
Naturschutzgebiet Göhrener Insel

## Vorgeschichte
Benannt ist der See nach dem Ort Störmthal. Nach den ursprünglichen Plänen aus der DDR-Zeit sollte für den Braunkohle-Tagebau Espenhain auch Störmthal abgebaggert werden. Dies änderte sich mit der Friedlichen Revolution in der DDR.
Für den Tagebau Espenhain waren zahlreiche Orte, unter denen Braunkohlevorkommen lagen, aufgegeben und ihre Bewohner umgesiedelt worden. Die abgerissenen und überbaggerten Dörfer und Ortsteile sind:
- Geschwitz (1951–1952)
- Stöhna (1955–1957)
- Rüben (1955–1957)
- Großdeuben, östliche Teile (1956–1963)
- Zehmen (1957–1958)
- Gaschwitz, östliche Teile (1964–65)
- Gruna, Dechwitz, Kötzschwitz, Sestewitz und Göhren (Ortsteile von Magdeborn) (1965–1968)
- Crostewitz (Ortsteil von Cröbern) (1967–1972)
- Großstädteln, östliche Feldfluren (1967–1972)
- Markkleeberg-Ost, südliche Teile (1974–1975)
- Vorwerk Auenhain (1976)
- Wüste Mark Getzelau, Gemarkung Crostewitz (ca. 1978)
- Cröbern (1976–1980)
- restliche Ortsteile von Magdeborn, d. h. Magdeborn mit Tanzberg und Siedlung, Göltzschen (1977–1980)
- Rödgen (Ortsteil von Störmthal) (1984–1988)

Insgesamt wurden mehr als 8.000 Menschen umgesiedelt. Der Tagebau Espenhain hat insgesamt 39,7 km² Gelände beansprucht. Es wurden während seines Betriebes 565 Millionen Tonnen Rohbraunkohle gefördert und 1706 Millionen Tonnen Abraum bewegt.